# Egenhofen
Egenhofen település Németországban, azon belül Bajorországban. Lakosainak száma 3542 fő (2023. december 31.). Egenhofen Oberschweinbach, Mammendorf és Maisach községekkel határos.

## Népesség
A település népessége az elmúlt években az alábbi módon változott:
| Lakosok száma | 1684 | 495  | 3221 | 3250 | 3316 | 3346 | 3409 | 3448 | 3530 | 3542 |
|               | 1970 | 1975 | 2011 | 2012 | 2014 | 2015 | 2017 | 2019 | 2022 | 2023 |